# Saint-Julien-du-Gua
Saint-Julien-du-Gua è un comune francese di 171 abitanti situato nel dipartimento dell'Ardèche della regione dell'Alvernia-Rodano-Alpi.

## Società

### Evoluzione demografica
Abitanti censiti